# José Quiroga Méndez
José Quiroga Méndez (Villasante, Cervantes (Lugo), 14 de mayo de 1707-Bolonia (Italia), 23 de octubre de 1784) fue un misionero jesuita, marino, matemático, cartógrafo y explorador español.

## Biografía
Nacido en el pazo de Fabal de Vilasante, estudió la carrera de guardia marina, e hizo estudios de matemáticas y física en la Escuela Naval Española, y participó en algunos viajes marítimos. En 1736 ingresó en la Compañía de Jesús, estudió Artes en el Colegio de Santiago Alfeo y fue ordenado sacerdote en 1741 en Santiago de Compostela. Más tarde, partió hacia El Puerto de Santa María para continuar viaje hacia las costas del Río de la Plata en una misión de exploración del litoral patagónico, para determinar los puntos adecuados al establecimiento de puertos comerciales y levantando planos y mapas, al tiempo que predica el Evangelio a los pocos indígenas que encontraron en tierras americanas.
En Buenos Aires, participó en una comisión de pilotos para calcular los rumbos de navegación y trazó un plano de Buenos Aires que sería publicado posteriormente por el jesuita francés Charlevoix y conocido como Plano de Charlevoix. En 1746 llega a Córdoba. En 1749 realizó el Mapa de las misiones de la Compañía entre los ríos Uruguay y Paraná que se imprimiría en Roma en 1753. En Córdoba, entre 1763 y 1766), su Universidad creó la Cátedra de Matemáticas Superiores poniéndole a Quiroga al frente.
Por la Pragmática sanción de Carlos III de España de 1767, se expulsa a todos los jesuitas de las posesiones españolas, por lo que debe abandonar Argentina y se instala en Bolonia, Italia, donde continúa con el arte de la cartografía. En Roma expone el estado de las misiones jesuitas en Paraguay, dejando un buen número de observaciones manuscritas sobre las que posteriormente escribe el diario de su viaje, que se imprimirá con la Historia del Paraguay de Charlevoix. Escribe en Bolonia la Descripción en general de la provincia de Paraguay y el Tratado del arte de navegar siendo publicado este último en Córdoba publica, poco antes de su muerte en 1784. 